# جايسون ماكدونالد (فنان قتال مختلط)
جايسون ماكدونالد هو فنان قتال مختلط كندي، ولد في 3 يونيو 1975 في غلاسكو الجديدة، نوفاسكوشيا في كندا.

## وصلات خارجية
- جايسون ماكدونالد على موقع شيردوغ (الإنجليزية)
- جايسون ماكدونالد على موقع IMDb (الإنجليزية)
- جايسون ماكدونالد على موقع قاعدة بيانات الفيلم (الإنجليزية)